# 島原市警察
島原市警察（しまばらしけいさつ）は、かつて存在した長崎県島原市の自治体警察。

## 概要
従来の長崎県警察部が解体され、1948年（昭和23年）3月7日に島原市警察署が設置された。
1954年（昭和29年）に新警察法が公布された。これにより国家地方警察と自治体警察が廃止され、新たに都道府県警察として長崎県警察本部が発足。島原市警察も長崎県警察に統合され、姿を消した。